# Jacques Eberhard
Jacques Eberhard, né le 25 mai 1919 et mort le 29 juillet 2009, est un homme politique français.

## Biographie
Fils de Georges Auguste Eberhard, cordonnier, et de Madeleine Louise Boulon, lingère, Jacques Eberhard naît au Havre en 1919, quelques mois seulement après la fin du premier conflit mondial. Après avoir fréquenté l'école communale du quartier ouvrier de Bléville et obtenu son certificat d'études primaires, puis avec son CAP il devient ajusteur à l'usine Breguet-aviation d'Harfleur. Dès ses 18 ans, il adhère aux Jeunesses communistes. Mobilisé comme caporal d'infanterie en novembre 1939 lors de la seconde guerre mondiale, Jacques Eberhard est fait prisonnier en juillet 1940 et est interné en Allemagne. Il est déporté au Stalag II D jusqu'en août 1941, puis au Stalag II A. Travaillant en semi-liberté sur des moulins à Potsdam, il réussit néanmoins à s'échapper en se procurant des vêtements civils et à rejoindre Berlin. Il retourna en région parisienne accroché sous un train de militaire. Il fut recueilli par des cheminots. Puis de là, il regagna la Normandie en restant dans la clandestinité, notamment en relation avec la jeunesse communiste grâce à René Bourdet en décembre 1943, chez sa tante, jusqu'à la Libération. En septembre 1944, il entre au parti communiste français. 
Sa carrière politique débute en mai 1945 lorsqu'il intègre le conseil municipal de Gonfreville-l'Orcher sur la liste communiste, bénéficiant alors de la dynamique politique d'après-guerre qui lui était favorable. En mars 1946, il devient le secrétaire du comité de section de la ville. Lors de son séjour à l'École centrale, de novembre 1948 à mars 1949, on lui remarqua sa qualité "d'Homme de masse".
Le 7 mai 1953, à 34 ans, il en devient le maire et doit gérer la fin de la reconstruction d'une ville durement touchée par les bombardements alliés, notamment en 1944. Durant 25 ans, il met en place la modernisation du parc immobilier par la construction de milliers de logements à loyers modérés. Ses administrés lui doivent également bon nombre d'installations sportives et culturelles. Jacques Eberhard relatera en images toutes ces transformations dans un ouvrage intitulé La marche du demi-siècle (1995). Le 20 mai 1978, il renonce à son siège de premier magistrat de la ville pour siéger au Parlement européen tout en demeurant conseiller municipal, donner le fauteuil de maire à Marcel Le Mignot.
Jacques Eberhard s'investit également au sein du département. Élu en 1964 puis réélu durant 18 ans, il est ainsi conseiller général du canton de Montvilliers. Mais en 1982, il est battu dès le 1er tour. En 1973, son mandat parlementaire le fait devenir conseiller de la région Haute-Normandie.
Candidat malheureux aux législatives de 1958, 1967 et 1968 (8e circonscription de la Seine-Maritime), En septembre 1968, il est le suppléant de Léon Rogé, élu sénateur de la Seine-Maritime. Quand ce dernier est victime d'une attaque cardiaque le 12 septembre 1969, Jacques Eberhard hérite de son siège. En 1977, c'est en son nom propre qu'il est réélu seul sénateur de gauche aux côtés des quatre représentants de la majorité. Au Palais du Luxembourg, Jacques Eberhard rejoint le groupe communiste et siège à la commission des lois (1969-1977), à la commission des affaires économiques dont il est secrétaire (1977-1980), puis à nouveau à la commission des lois (1980-1986). 
Devenu une des personnalités incontournables de la Chambre haute, il est élu secrétaire du Sénat de 1980 à 1983. Auteur d'un travail parlementaire très important, Jacques Eberhard participe à plusieurs dizaines de commissions mixtes paritaires, pose plus d'une centaine de questions écrites au Gouvernement et cosigne plusieurs dizaines de propositions de loi. Il est aussi membre de la commission de contrôle sur les services administratifs procédant aux écoutes téléphoniques (1973) et de la commission de contrôle sur les services de police et de sécurité engagés dans la lutte antiterroriste (1983). En 1978, il participe à la commission d'enquête sur l'Amoco Cadiz.
Les interventions de Jacques Eberhard portent sur le secteur agricole (filière laitière dont son département est un acteur majeur ; conditions de travail des agriculteurs) et sur les activités liées au caractère côtier de sa circonscription (développement des transports maritimes et de l'activité portuaire). En 1974, il interroge le secrétaire d'État aux transports sur la gravité des conséquences économiques et sociales d'un désarmement du paquebot France. Ayant la charge de la gestion d'une petite commune, Jacques Eberhard est aussi sensible au déroulement de la carrière des fonctionnaires territoriaux et nationaux. Ainsi réclame-t-il régulièrement des revalorisations du traitement des fonctionnaires. En 1982, il rapporte le projet de loi relatif à l'attribution aux agents de l'État du congé pour la formation syndicale. Vice-président du groupe communiste au Sénat, l'élu normand intervient très régulièrement pour expliquer les votes de sa famille politique.
Jacques Eberhard vote contre la loi portant création des régions en 1972 et s'abstient lors du vote de la loi Royer sur le commerce et l'artisanat en 1973. En 1974 et 1975, il soutient l'abaissement de la majorité à 18 ans, la légalisation de l'interruption volontaire de grossesse et la libéralisation du divorce. En 1981, l'élu communiste se dresse contre la loi Peyrefitte sur la sécurité et la liberté des personnes. Jacques Eberhard apporte sa voix à l'abolition de la peine de mort. En 1982, il s'abstient lors du vote de la loi Defferre sur la décentralisation et vote la réforme des pensions de vieillesse, de veuvage et d'invalidité.
En 1986, âgé de 67 ans, il décide de ne pas solliciter un nouveau mandat sénatorial.
Jacques Eberhard décède le 29 juillet 2009 de la maladie d'Alzheimer à l'hôpital de Montivilliers en proche banlieue du Havre. Il était chevalier de la Légion d'honneur.

## Mandats parlementaires

### 13 septembre 1969 - 25 septembre 1977: Sénateur de laSeine-Maritime
Jacques Eberhard devient sénateur de la Seine-Maritime le 13 septembre 1969 en remplacement de Léon Rogé, décédé au cours de son mandat.
Le 8 octobre 1969, il est nommé membre de la commission des lois constitutionnelles, de législation, du suffrage universel, du règlement et d'administration générale pour toute la durée de son mandat.
En 1971, il propose une résolution sur la création d'une commission de contrôle parlementaire sur le fonctionnement du service de documentation extérieure et de contre-espionnage.
Il vote contre la loi no 72-619 du 5 juillet 1972 portant création et organisation des régions.
Le 30 juin 1973, il est nommé membre de la commission de contrôle des services administratifs procédant aux écoutes téléphoniques.
Le 27 juillet 1974, il interroge du secrétaire d'État au transport concernant les graves conséquences du désarmement du paquebot France sur le plan tant social qu'économique : 1600 marins et 1000 sédentaires pourraient perdre leurs emplois. Il défend alors que le France est l'ambassadeur de ce pays à travers les océans du monde entier, montrant notre haute technicité. Il demande alors à ce que la situation soit débattue au Parlement. En 1974, il vote contre le projet de loi portant modification de l'ordonnance no 59-244 du 4 février 1959 relative au statut général des fonctionnaires, craignant alors que la manière de penser prévaudrait sur la manière de servir. Il se prononce contre l'usage au maximum de la détention préventive et souligne l'état catastrophique de la situation carcérale.
En 1976, il devient secrétaire de la commission des lois constitutionnelles, de législation, du suffrage universel, du règlement et d'administration générale dont il était simple membre auparavant. La même année, il apporte son soutien à la grève des magistrats du 10 juin. Le 29 avril, il propose un amendement offrant la possibilité pour tous les groupes politiques réglementairement constitués de demander des scrutins publics : il est adopté. Il s'oppose à la politique d'austérité du Gouvernement en votant contre le Projet de loi de finances rectificatives le 21 octobre. Le 26 novembre, il prend la parole pour dénoncer la vision répressive de la Justice où la répression est préférée à l'insertion sociale. Le 18 décembre, il défend le droit à l'auto-détermination des Mahorais qui n'ont pas été consultés au préalable avant ce Projet de loi relatif à l'organisation de Mayotte.

### 25 septembre 1977-1eroctobre 1986: Sénateur de laSeine-Maritime
Jacques Eberhard est réélu sénateur le 25 septembre 1977. Il est nommé à la commission des affaires économiques et du Plan le 6 octobre de cette même année avant d'y être élu secrétaire.
Le 6 décembre 1977, il dénonce la politique gouvernementale qui conduit selon lui inexorablement à la diminution de la population active agricole. Il demande alors  l'extension aux cotisations cadastrales de l'abattement dont bénéficient les cotisations individuelles, la modification du calcul des cotisations ainsi que la sur-taxation de certains propriétaires ayant d'importants revenus extra-agricoles et l'attribution d'une part de la taxe sur les corps gras alimentaires au financement du service de l'aide à domicile en milieu rural. Le 20 décembre, il est élu représentant de la France au Parlement européen.
Le 5 octobre 1978, il démission de sa commission afin d'intégrer, à nouveau, la commission des lois constitutionnelles, de législation, du suffrage universel, du règlement et d'administration générale.
Le 7 octobre 1980, Jacques Eberhard est élu secrétaire du Sénat, il le restera jusqu'au 5 octobre 1983.
Le 1er juin 1983, il aspire dans son discours à une plus grande démocratisation des conditions d'admissions au concours d'entrée de l'école nationale d'administration. Le 10 décembre, Jacques Eberhard est élu membre suppléant de la Haute Cour de justice.
Le 31 juillet 1986, lors de la discussion générale du projet de loi relatif aux conditions d'entrée et de séjour des étrangers en France, il dénonce la politique antisociale du Gouvernement qu'il accuse de rechercher des boucs émissaires. Il met alors en garde contre l'assimilation de l'immigration avec la délinquance et le terrorisme, créant alors de la xénophobie. Il explique que son groupe ne votera pas ce texte. 

## Honneurs et Distinctions
- Il est élevé au rang de chevalier de la légion d'honneur
- Une école porte son nom dans la ville où il fut maire, l'école Jacques Eberhard.
- Une avenue porte son nom à Gonfreville-l'Orcher, l'avenue Jacques Eberhard.